# Harold Wallace
Harold Wallace McDonald (Los Lagos, 7 settembre 1975) è un allenatore di calcio ed ex calciatore costaricano, di ruolo difensore.

## Caratteristiche tecniche
Difensore centrale per la squadra nazionale, terzino o ala per il club.

## Carriera

### Calciatore

#### Club
Debuttò in Costa Rica col Saprissa nella stagione 1993-1994. Nel 1994 passò al Belen, per poi approdare nel 1995 al club messicano dello Zacatepec (assieme a Jewison Bennett). Sempre nel 1995 rientrò in patria, accasandosi all'Alajuelense. Nel 2002 si trasferì nuovamente in Messico, giocando per il San Luis, salvo poi ritornare nel 2003 all'Alajuelense. Nell'estate 2008 passò al Liberia, con cui ha concluso la sua carriera nel 2010.

#### Nazionale
Wallace è stato un membro della squadra Nazionale della Costa Rica, con la quale ha collezionato 101 presenze e 3 gol. Ha partecipato alla Coppa del Mondo FIFA del 2002 di Giappone e Corea ed alla Coppa del Mondo FIFA del 2006 in Germania, ed è stato selezionato per la Gold Cup 2007, inoltre partecipò alla Coppa America 1997 in Bolivia e alla Coppa America 2001 in Colombia. Debuttò con la selezione nazionale contro l'Giamaica il 27 settembre 1995. A livello internazionale giovanile giocò il Mondiale Under 20 in Qatar nel 1995.

### Allenatore
Nel luglio 2014 assunse ad interim la guida della Nazionale Under-20 di calcio della Costa Rica, fino alla successiva nomina di Marcelo Herrera nel novembre dello stesso anno.